# Hartekamp
Hartekamp, ou Hartecamp, est une demeure située à Heemstede, en Hollande-Septentrionale, dans les environs de Bennebroek. Cette propriété faisait partie des Buitenplaats de George Clifford, qui chargea Linné d'écrire le Hortus Cliffortianus (1737), description détaillée de la flore du domaine.
Hartekamp est classé Monument national aux Pays-Bas.

## Histoire
La maison est édifiée par Johan Hinloopen en 1693, qui fait dessiner le jardin initial et l'orangerie. Les deux ailes latérales sont un ajout ultérieur. 
Le domaine est acquis en 1709 par le banquier George Clifford, directeur de la Compagnie néerlandaise des Indes orientales et botaniste réputé. C'est lors de son séjour en Hollande que Linné fait la connaissance de Clifford. Celui-ci, qui est en relation avec les marchands néerlandais, reçoit des plantes collectées dans le monde entier et le jardin de Hartekamp abrite à cette époque plus de 1250 espèces différentes. Linné y séjourne à partir de 1735 ; il y écrit, en collaboration avec l'illustrateur Georg Dionysius Ehret, la première description scientifique d'un jardin anglais, le Hortus Cliffortianus, publié en 1737.
Les Clifford font faillite en 1772 et la propriété est vendue par la famille en 1788.
Après 1918, Hartekamp devient la propriété de l'avocat et collectionneur Walter von Pannwitz (de) (1856-1920), un ami de Guillaume II,  qu'il a suivi dans son exil aux Pays-Bas après la Première Guerre mondiale. Le domaine devient alors l'un des hauts lieux de l'aristocratie allemande et, après la mort de Pannwitz, sa veuve, Catalina, continue d'y recevoir l'ancien Kaiser plus d'une centaine de fois,.
Un inventaire dressé en 2006 dénombre 250 espèces dans l'actuel jardin.

## Galerie

Plan des parterres en 1708
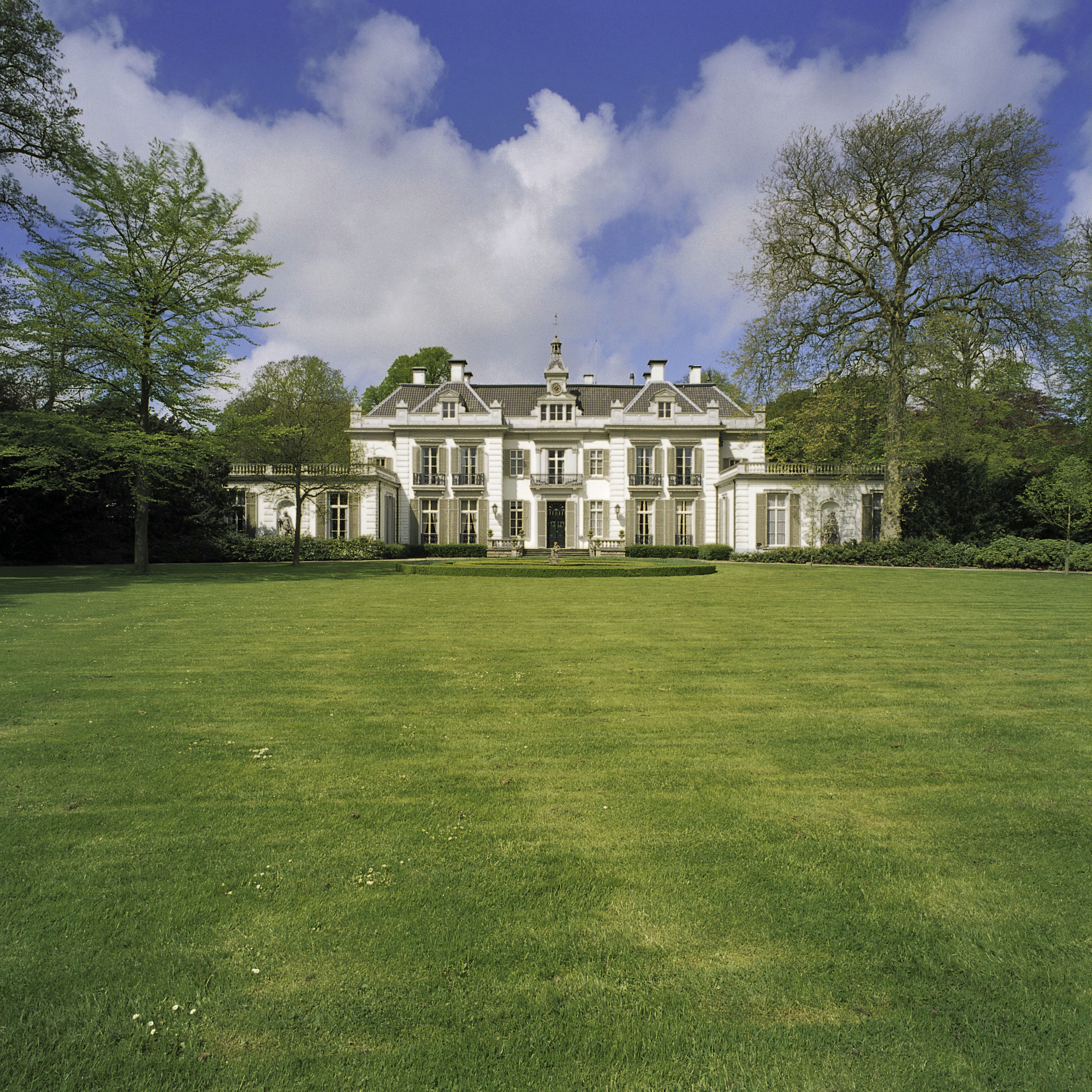
Façade principale
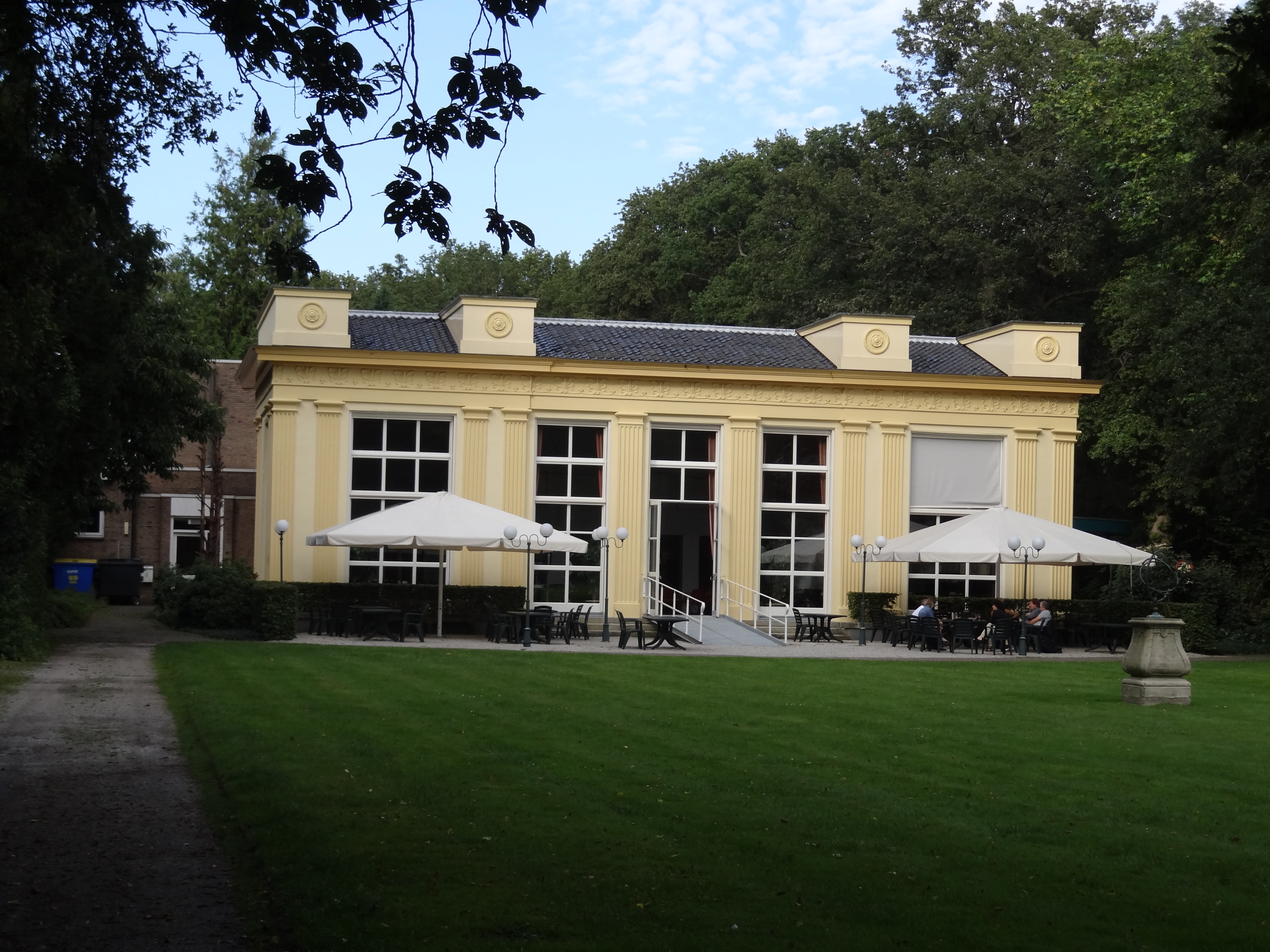
L'orangerie
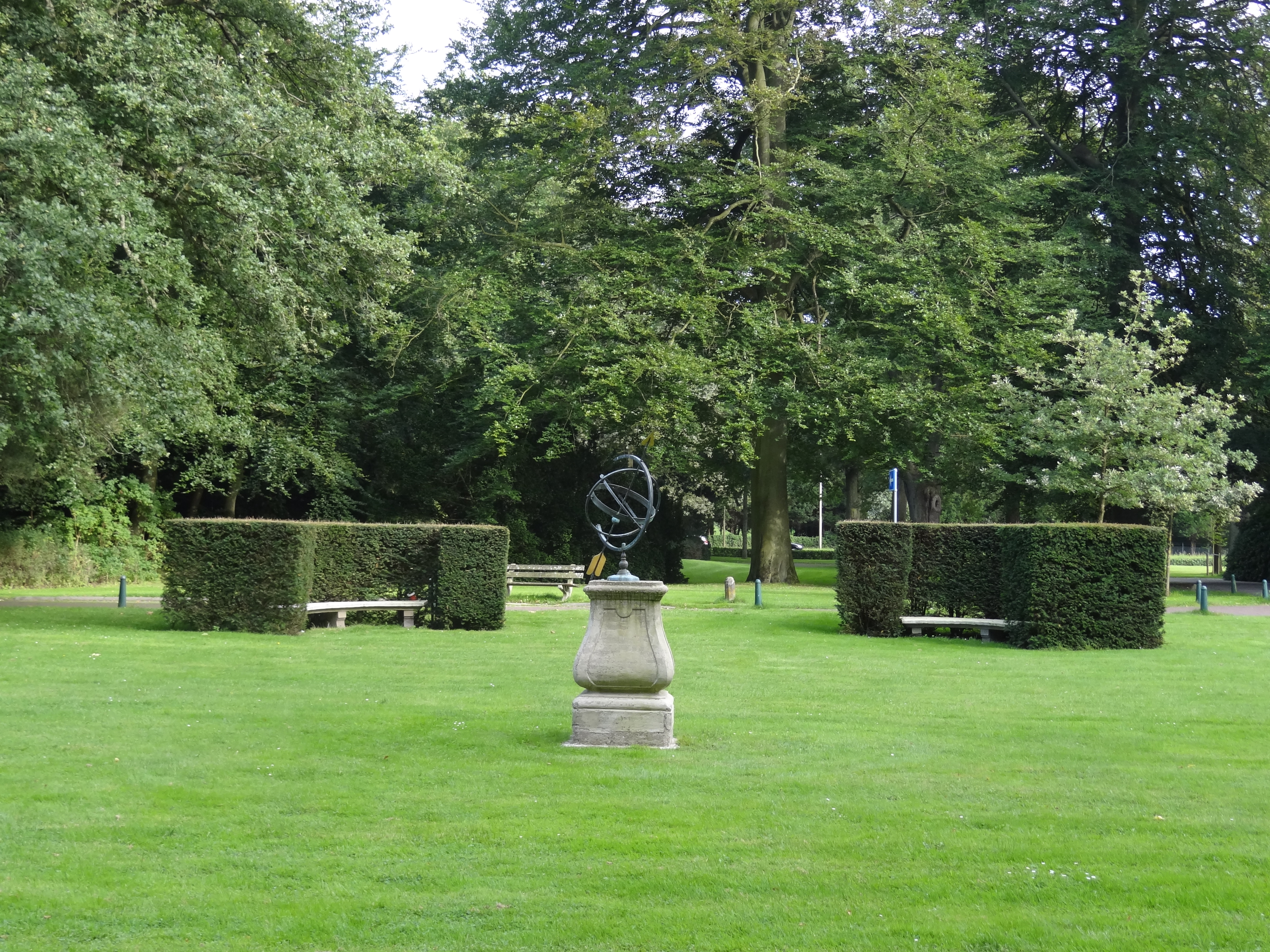
Vue des jardins